# Бортовий самописець

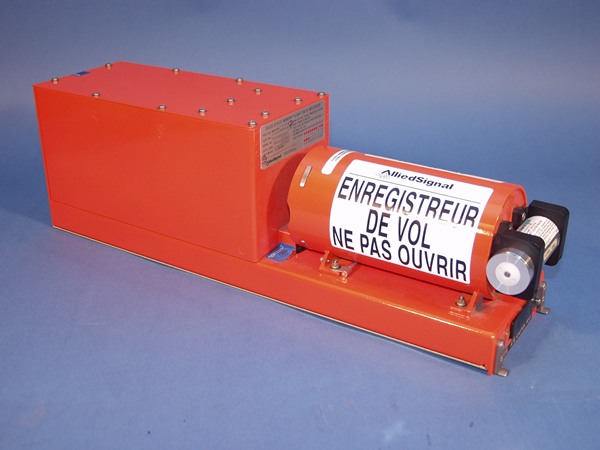
Бортовий самописець. Напис на корпусі: «Бортовий самописець. Не відкривати». Справа від циліндричної форми — підводний радіо-маяк

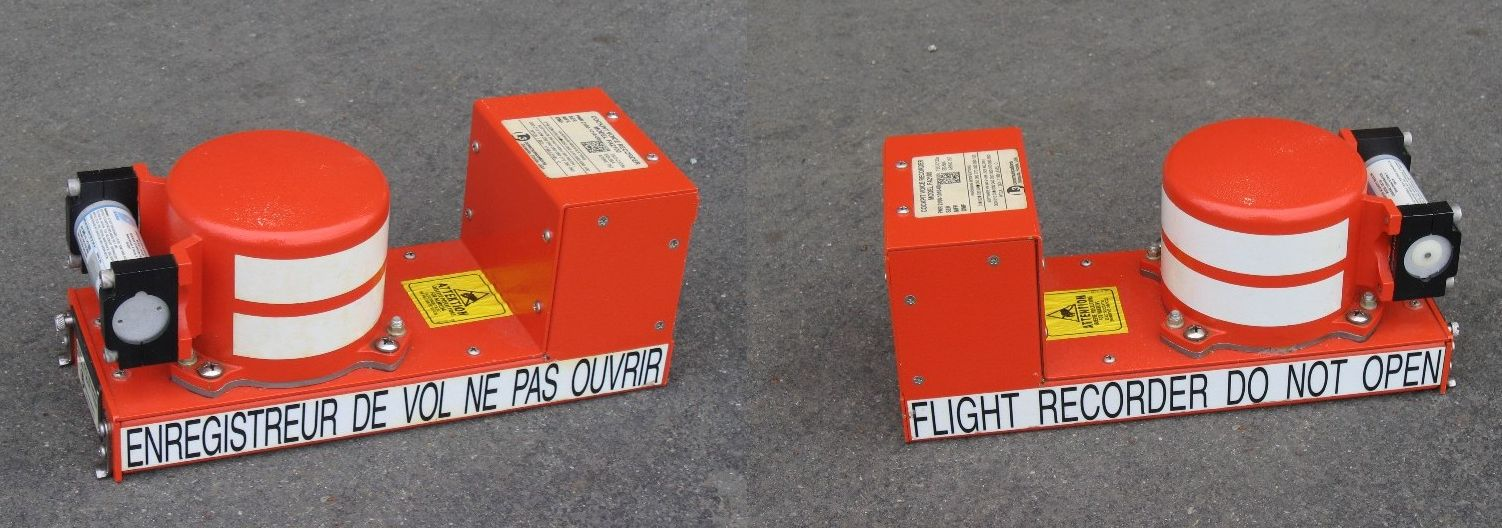
Вигляд з обох боків голосового самописця виробництва фірми 'L-3 Aviation Recorders' (США)

Бортовий самописець також бортовий реєстратор або  неформально: «чорна скринька» — пристрій, що використовується в авіації для запису основних параметрів польоту, внутрішніх показників систем літака, переговорів екіпажу тощо. Інформація з «чорних скриньок» зазвичай використовується для з'ясування причин аварій, щоб уникнути їхнього повторення в майбутньому. 
Насправді «чорна скринька» не чорна — і зовсім не скринька. Вона являє собою електронний блок у міцному герметичному помаранчевому або червоному корпусі у формі кулі або циліндра. Запис здійснюється на магнітні носії інформації, наприклад, на металевий дріт або магнітну стрічку. У нових пристроях використовується флешпам'ять. Для полегшення пошуку чорних скриньок в них вбудовують радіомаяки, які автоматично вмикаються у разі аварії.
Два бортових самописці вимагаються міжнародними нормами, що контролюються Міжнародною організацією цивільної авіації, щоб бути здатними пережити умови, ймовірно, які можуть трапитися при серйозній авіакатастрофі. З цієї причини вони повинні витримувати удар потужністю 3400 g і температури понад 1000 °C, відповідно до вимог ЄКЦА ED-112. 

## Історія

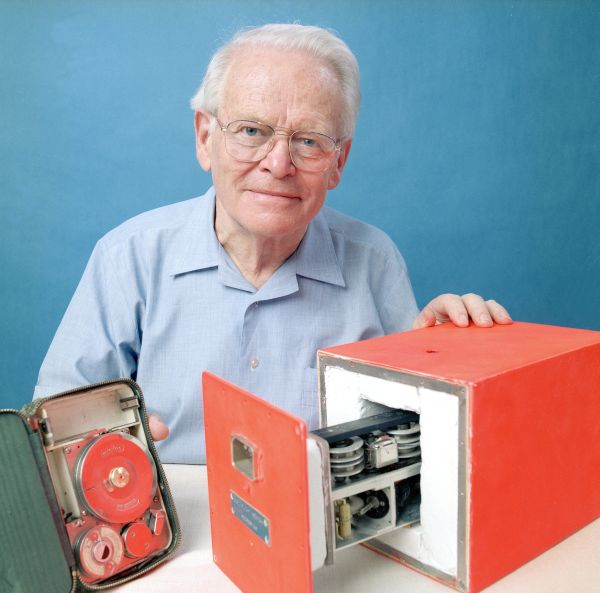
Девід Воррен з прототипом чорної скриньки

Термін «чорна скринька» виник через те, що перші подібні пристрої суворо заборонялося обслуговувати наземному технічному персоналу (за винятком контролю працездатності), а деталі його функціонування були суворо засекречені. Подібні заходи вживало керівництво авіакомпаній для того, щоб забезпечити максимальну об'єктивність при розслідуванні льотних аварій. 
Ідея створення «чорної скриньки» прийшла Девіду Воррену після участі в розслідуванні катастрофи першого у світі британського реактивного пасажирського лайнера «Комета-1». Через ламання керма висоти цей літак в травні 1953 року зруйнувався в повітрі під час сильної бурі за 50 кілометрів від індійської Калькутти (тепер Колката). Усі 43 людини, що перебували на його борту, загинули. Девід Воррен тоді вирішив створити бортові самописці для фіксації голосів пілотів, що мало значно полегшити розслідування причин авіакатастроф. Сконструйована австралійцем «чорна скринька» була готова в 1956 році, але знадобилося ще багато років, перш ніж ці пристрої стали широко застосовуватися у світовій авіації. 
Винахідник народився в 1925 році у віддаленому куточку північно-східної Австралії. 1934 року в авіакатастрофі загинув його батько, і ця трагедія, можливо, надала перший імпульс ідеї винахідника про створення «чорної скриньки». З 1952 по 1983 рік Воррен був провідним співробітником оборонної науково-технічної організації в Австралії. 2002 року він став кавалером найвищої нагороди за громадянські заслуги — Ордена Австралії, якого був нагороджений за внесок у забезпечення безпеки світової авіації.

## Дивись також
- Чорна скринька у фізиці